# 穆恩·杜欽
穆恩·杜欽（英語：Moon Duchin）是一名美國數學家，在麻薩諸塞州梅德福的塔夫茨大學擔任教授。她的數學研究涉及幾何拓撲學、幾何群論和泰希米勒理論。她也對科學和數學的文化研究、哲學及歷史感興趣。杜欽是塔夫茨大學的核心教員之一，並擔任科學、技術和社會項目的主任。她在選區劃分的數學方面做了大量研究，並成立一個研究小組MGGG重新劃分選區實驗室，以推動這些數學研究及其在美國政治現實世界的無黨派應用。2022年，杜欽出現於Netflix紀錄片《無限旅程》，並在其中討論無限的數學含義。

## 早期生活和教育
杜欽的名字穆恩（Moona）是由「介於嬉皮士分類的科學邊緣」的父母給她取的。她從小就知道自己想成為一名數學家。作為史丹佛高中的學生，她在高二時完成了常規的高中數學課程，並繼續通過自由研究來學習數學。她積極參加數學和科學夏令營及比賽，並與諾姆·埃爾奇斯一起做了一個關於幾何數論的暑期研究項目。
杜欽就讀於哈佛大學，在那裡她也積極參加酷兒組織活動，並在1998年完成數學和婦女研究的雙學士學位。當時她不確定如何將這兩項專業合併成一篇論文，所以她決定分別寫兩篇。
作為芝加哥大學數學所的研究生，她繼續開展女性主義活動，教授性別研究，推動大學增加中性廁所，並在拉什·林博的節目中被嘲諷地提到了名字。在2011年進入塔夫茨大學之前，她曾在加利福尼亞大學戴維斯分校和密西根大學擔任博士後研究人員。

## 研究工作
杜欽的數學研究集中在幾何拓撲學、幾何群論和泰希米勒理論。例如她的一個研究成果是對於一大類局部平坦的表面，表面的幾何形狀完全由簡單閉合曲線的每個同倫類中的最短長度決定。
杜欽在幾何學方面的專長使她進行了關於選區劃分數學的研究。這項研究的一個關鍵方面是某一特定政治區的緊湊性的幾何概念，這是一個試圖量化它有多麼廣泛的傑利蠑螈行為的數字措施。她在接受《高等教育紀事報》採訪時說：「法院一直在尋找的是一個他們可以理解、我們可以計算的緊湊性定義，他們可以將其作為一種可供選擇的標準。」
為了幫助解決找到一個公認標準的挑戰，杜欽開發了一個長期的、範圍廣泛的關於選區劃分的數學專案。作為這個專案的一部分，她創辦了一個暑期項目，培訓數學家成為相關法律案件的專家證人。2016年，她成立公制幾何與選區劃分小組（MGGG），這是一個無黨派研究小組，負責協調和宣傳關於幾何、計算及其在美國選區劃分過程中的應用的研究。
2018年至2019年，她在哈佛大學拉德克利夫高級研究所擔任研究員。她的研究重點是「政治幾何學：重新劃分選區的數學」。2018年，賓夕法尼亞州州長湯姆·沃爾夫委託杜欽幫助他評估新繪製的重新劃分地圖的公平性。此為賓夕法尼亞州最高法院裁決的結果，該裁決宣布該州2011年的美國國會選區地圖違憲。杜欽編寫了一份報告，於2018年2月15日發表。
截至2021年，杜欽已經回到她在塔夫茨大學的職位，並繼續她在MGGG的工作。
2022年，一個法官小組拋出阿拉巴馬州即將使用的國會地圖，理由是該州的黑人比例已經上升到約四分之一的人口。為了繪製一些新的、更公平的地圖，他們求助於杜欽，杜欽想出了4張幾乎相似的地圖，將黑人和傾向於民主的城市莫比爾和蒙哥馬利放在一起，因此在該州的一個黑人和傾向於藍色的地區補充了第二個。

## 獲獎和榮譽
2016年，杜欽獲選為美國數學學會院士，以表彰其「對幾何群論和泰希米勒理論的貢獻，以及對數學界的服務」。她也是該年美國數學協會的傑出講師，演講題目為投票制度的數學。2018年，她被授予古根海姆獎。

## 外部連結
- 穆恩·杜欽在數學譜系計畫的資料。
- 穆恩·杜欽 （页面存档备份，存于）在塔夫茨大學的官方網頁
- 穆恩·杜欽 （页面存档备份，存于）個人簡歷，包括出版物清單